# 是永瞳
是永 瞳（これなが ひとみ、1995年7月15日 – ）は、日本のタレント、モデル、女優。大分県豊後高田市出身。オスカープロモーション所属。福岡大学在学。

## 略歴
- 2015年にミス福岡大でグランプリを受賞[3]。豊後高田市の恋が叶う道「恋叶（こいかな）ロード」のイメージポスターのモデルを務めた[4]ことから、2016年5月25日に豊後高田市観光協会の「豊後高田市観光キャンペーンレディ」の初代として認定[5]。オスカープロモーション主催の「ミス美しい20代コンテスト」でグランプリを受賞[6]。2016年秋から大学を休学[7]。
- テレビでの初仕事はBSフジ「第48回極真空手全日本選手権」のリポーター[8]。2017年2月25日に「きものクイーンコンテスト2017」のスペシャルサポーターを務めた[9]。
- 2017年10月スタートの『ドクターX〜外科医・大門未知子〜』第5シリーズ（テレビ朝日）中谷恵子役で女優デビュー[10]。

## 人物
- 特技は小学校6年生から始めた空手で、流派は糸東流[11]。大分県立高田高等学校2年の時に大分県高等学校総合体育大会空手道競技で準優勝、全国高校総体に出場している。2017年に空手3段に合格、同年5月26日に2020年の東京オリンピック空手スペシャルアンバサダーに就任[12]。空手一色だった高校生当時は体に筋肉がついて、体重が最大時は2017年時点よりも20キロ多かったという[13]。
- 趣味は料理・スポーツ・グルメリサーチ[1]。
- 姉がいる[14]。
- 2019年9月7日、東京・光が丘警察署で一日警察署長を務める[15]。
- 2021年4月23日に東京オリンピックの故郷の大分県豊後高田市で聖火リレーのランナーを務めた[16]。

## 出演

### テレビドラマ
- ドクターX〜外科医・大門未知子〜 第5シリーズ（2017年10月12日 - 12月14日、テレビ朝日） - 中谷恵子 役[10]
- 池波正太郎時代劇・光と影「第十話・谷中首ふり坂」（2018年2月13日、BSジャパン） - おやす 役[17]
- ハゲタカ 第4話 - 最終話（2018年8月9日 - 9月6日、テレビ朝日） - 芝野あずさ 役[18]
- 僕の初恋をキミに捧ぐ（2019年1月19日 - 3月2日、テレビ朝日） - 向井早苗 役[19]
- アリバイ崩し承ります（2020年2月1日 - 3月14日、テレビ朝日） - 高杉カレン 役[20]
  - アリバイ崩し承りますスペシャル（2024年4月6日）
- リエゾン -こどものこころ診療所-（2023年1月20日 - 3月10日、テレビ朝日） - 市川渚 役[21]
- マイダイアリー 第1話・第2話（2024年10月20日・11月3日、朝日放送テレビ・テレビ朝日系） - 大川美鈴 役[22]

### CM・広告
- 日枝神社 広報大使（2017年）[23]
- 毎日新聞 CM（2017年11月1日 - ）[24][25]

## 出版

### カレンダー
- 是永瞳2019年カレンダー（2018年、トライエックス）[26]

### 雑誌
- 防衛省広報誌『MAMOR』（2018年12月号、扶桑社） - 静浜基地を訪問し、航空自衛隊の制服などを着て撮影、表紙と巻頭グラビアを飾る。